# چروینارا
چروینارا (به ایتالیایی: Cervinara) یک کومونه در ایتالیا است که در استان آولینو واقع شده‌است.

## خصوصیات
چروینارا ۲۹٫۲۰ کیلومترمربع مساحت و ۹٬۹۶۹ نفر جمعیت دارد و ۲۸۴ متر بالاتر از سطح دریا واقع شده‌است.

## خواهرخوانده
شهرهای فجه و Piedimonte Matese خواهرخوانده‌های چروینارا هستند.